# Architectonics IV
Architectonics IV, Per cadenza ad metasimplicity  is een compositie van de Est Erkki-Sven Tüür. Het maakt deel uit van een serie van zeven werken voor verschillende kamermuziekensembles in verschillende bezettingen. 
De muziek van deze Architectonics wisselt constant van stijl. Het begin klinkt als een cadens uit de classicisme, maar slaat even later om in moderne haast Eigentijdse klassieke muziek annex rock. Tüür nam daarbij de cadens uit een vioolconcert (KV219) van Wolfgang Amadeus Mozart als uitgangspunt. Ook in dit werk ontbreken de fragmenten met minimal music niet. 
De instrumentatie van Architectonics IV is ongewoon:
- viool, die maar naar de klassieke romantische muziek blijft hunkeren
- fagot,
- baritonsaxofoon, af en toe elektronisch versterkt, rock en jazzachtig
- synthesizer

Sound Pressure speelde op 27 mei 1990 de première van dit werk tijdens een Border Crossings Festival te Toronto, Canada. Er verschenen daarop twee uitgaven. In 1996 verscheen Architectonics IV op Finlandia door leden van het NYYD-Ensemble. In 2001 verscheen er een opname op CCnC door het Absolute Ensemble onder leiding van Kristjan Järvi.